# ГАЗ-66
ГАЗ-66 — вантажний автомобіль безкапотного компонування, підвищеної прохідності з колісною формулою 4×4. Був створений на Горьківському автомобільному заводі в 1960-х роках, вироблявся в СРСР, згодом в Російській федерації, в період з 1964 по 1999 роки.
Наймасовіший повнопривідний двовісний вантажний автомобіль Радянської Армії та народного господарства СРСР. Загалом було виготовлено 965941 автомобіль.
У народі цей автомобіль мав різні прізвиська «Шишига», «Шишарик» чи «Шишка», які виникли через співзвучність з номером моделі «Шістдесят Шість»

## Історія

### Історія створення

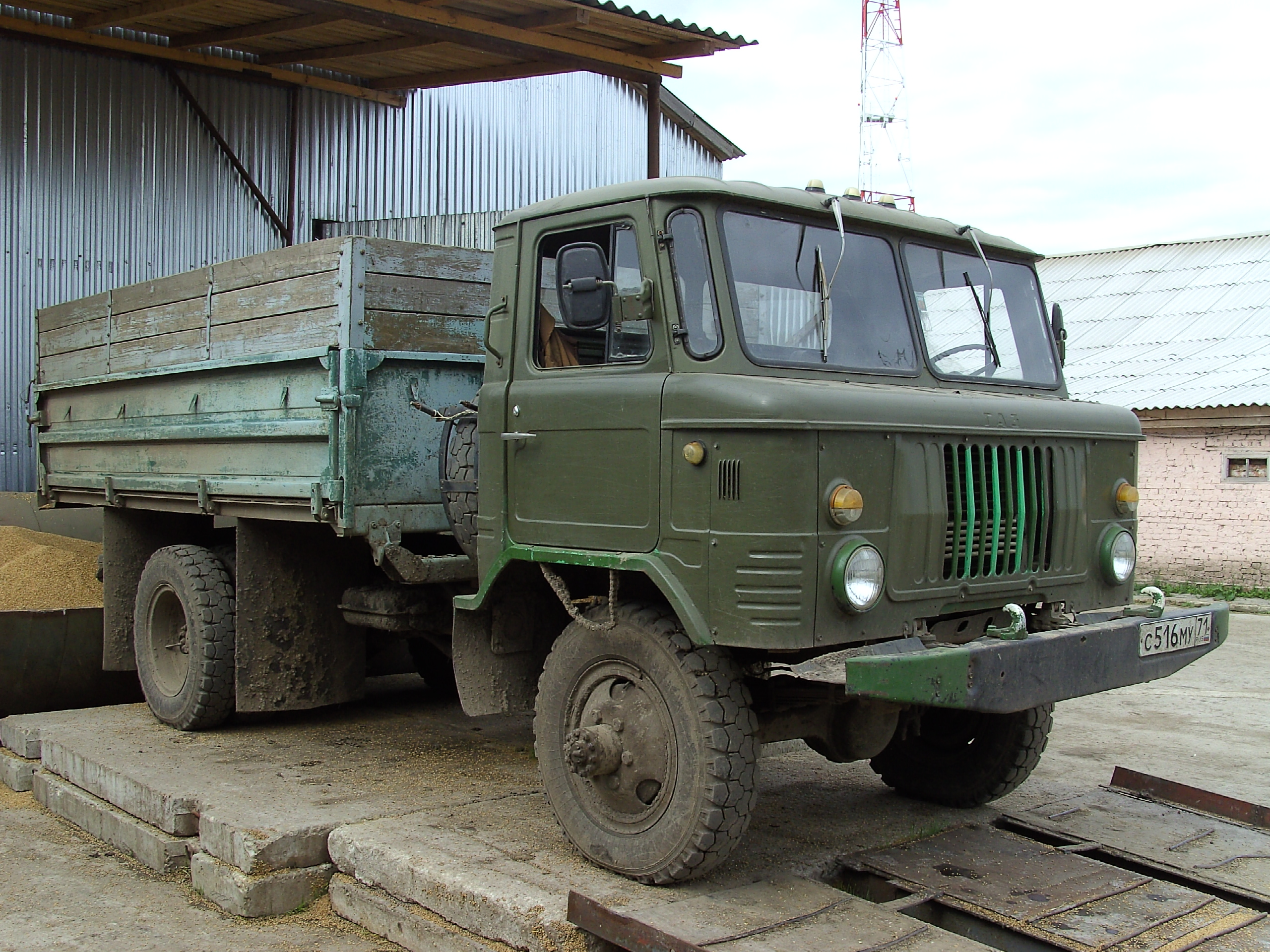
ГАЗ-САЗ-3531

Перші дослідні зразки ГАЗ-66 були створені в 1962 році як подальший розвиток 1,2-тонної вантажівки ГАЗ-62, що випускалася в 1958–1962 рр. і наступник 2-тонної вантажівки ГАЗ-63, що випускався в 1948–1968 рр. Серійне виробництво ГАЗ-66 розгорнуто в липні 1964 року. У 1968 році вантажівка отримала централізовану систему регулювання тиску в шинах (66-01 і модифікації). У 1966 році автомобіль відзначений золотою медаллю на виставці «Сучасна сільськогосподарська техніка» в Москві. У 1967 році відзначений золотою медаллю на міжнародному ярмарку сільськогосподарської техніки в Лейпцигу. У квітні 1969 року ГАЗ-66 першим з радянських автомобілів отримав державний Знак якості. ГАЗ-66 експортувався в усі країни соціалістичного табору.
ГАЗ-66, крім використання в сільському господарстві, взяли на озброєння Радянської армії, після розвалу СРСР велику кількість ГАЗ-66 стали використовувати в Російській армії, в основному у ПДВ.
У 1995 році масове виробництво ГАЗ-66-11 з модифікаціями було припинено. Натомість Горьковський автозавод освоїв випуск моделі ГАЗ-3308 «Садко». Останній екземпляр ГАЗ-66-40 зійшов з конвеєра 1 липня 1999 року. Усього було випущено 965 941 автомобіль сімейства ГАЗ-66.

## Технічний опис

### Загальний опис
ГАЗ-66 — вантажний автомобіль підвищеної прохідності вантажністю 2 тонни, призначений для руху в складних дорожніх умовах і по бездоріжжю. маневрова прохідність зумовлена використанням самоблокувальних диференціалів, великим дорожнім просвітом і регульованим тиском у колесах (для чого диски мають особливу конструкцію). Двигун автомобіля оснащений передпусковим підігрівачем ПЖБ-12.
Важлива особливість цього автомобіля — збалансоване розташування центру ваги та компактність через кабіну над двигуном, завдяки чому автомобіль широко використовувався у десантних військах, оскільки приземляється відразу на всі колеса і спускається без завалу кабіни (на відміну від ЗІЛ-131). Однак, обмежений житловий об'єм кабіни виявився смертельно небезпечний для екіпажу у випадку підриву на міні, тому ГАЗ-66, починаючи з 1980-х роках виводився зі складу бойових частин в Афганістані. У 90-х роках ГАЗ-66 масово списувався зі стройових частин, пізніше його замінила «капотна» вантажівка ГАЗ-3308 «Садко» з аналогічною ходовою частиною, але більшою довжиною.
ГАЗ-66 характеризується неординарним розташуванням органів управління, зокрема важіль коробки зміни передач розташований праворуч-ззаду від водія.

## Основні модифікації ГАЗ-66 та спеціалізовані кузови на його шасі
- ГАЗ-66-1 (1964—1968) — перша модель без централізованої системи регулювання тиску повітря в шинах
- ГАЗ-66А (1964—1968) — з лебідкою
- ГАЗ-34 — дослідний зразок, тривісний, з колісною формулою 6x6
- ГАЗ-66Б (з 1966) — авіадесантний варіант з телескопічною рульовою колонкою, складним дахом і відкидною рамкою вітрового скла
- ГАЗ-66Д (1964—1968) — шасі з коробкою відбору потужності
- ГАЗ-66П — сідловий тягач (дослідний) з активним причепом і передачею моменту валом відбору потужності через сідло
- ГАЗ-66Е (1964—1968) — з екранованим електроустаткуванням
- ГАЗ-66-01 (1968—1985) — базова модель з централізованою системою регулювання тиску повітря в шинах
- ГАЗ-66-02 (1968—1985) — з лебідкою
- ГАЗ-66-03 (1964—1968) — з екранованим електроустаткуванням
- ГАЗ-66-04 (1968—1985) — шасі з екранованим електроустаткуванням
- ГАЗ-66-05 (1968—1985) — з екранованим електроустаткуванням і лебідкою
- ГАЗ-66-11 (1985—1996) — модернізована базова модель
- ГАЗ-66-12 (1985—1996) — з лебідкою
- ГАЗ-66-14 (1985—1996) — шасі з екранованим електроустаткуванням і коробкою відбору потужності
- ГАЗ-66-15 (1985—1996) — з екранованим електроустаткуванням і лебідкою
- ГАЗ-66-16 (1991—1993) — модернізований варіант з двигуном ЗМЗ-513.10, посиленими шинами (колеса — односхилі), доробленими гальмами, платформою без надколісних ніш (надалі встановлювалася також на ГАЗ-66-11 і ГАЗ-66-40); вантажність 2,3 т
- ГАЗ-66-21 (1993—1995) — народногосподарська модифікація з подвійними шинами заднього моста і дерев'яною платформою типу ГАЗ-53, вантажність 3,5 т.
- ГАЗ-66-31 — шасі для самоскидів
- ГАЗ-66-41 (1992—1995) — з безнаддувним дизелем ГАЗ-544
- ГАЗ-66-40 (1995—1999) — з турбодизелем ГАЗ-5441
- ГАЗ-66-92 (1987—1995) — північний
- ГАЗ-66-96 — шасі для вахтових автобусів

експортні
- ГАЗ-66-51 (1968—1985)
- ГАЗ-66-52 (1968—1985) — з лебідкою
- ГАЗ-66-81 (1985—1995) — для країн з помірним кліматом
- ГАЗ-66-91 (1985—1995) — для країн з тропічним кліматом

спеціалізовані
- АП-2 — автоперев'язувальна, основна транспортна одиниця медичного пункту полку.
- АС-66 — санітарний автомобіль, призначений для евакуації поранених.
- ДДА-2 — дезінфекційно-душова установка, використовується в військових (іноді в цивільних) санітарно-епідеміологічних підрозділах.
- ГЗСА-731, 983А, 947, 3713, 3714 — фургони «Пошта», «Хліб» і «Медикаменти».
- МЗ-66 — маслозаправщик.
- 3902, 3903, 39021, 39031 — пересувні майстерні для надання техдопомоги сільгосптехніки.
- 2001, 2002, 3718, 3719, 3716, 3924, 39521 — пересувні клініки.
- ГАЗ-САЗ-3511 — самоскид сільськогосподарського призначення на шасі ГАЗ-66-31 (збірка — Саранськ).
- ГАЗ-КАЗ-3511 — самоскид сільськогосподарського призначення на шасі ГАЗ-66-31 (збірка — Бішкек, Киргизстан).

автобуси
- Нзас-3964, Волгарь-39461 — вахтові автобуси (на шасі встановлювався комфортабельний кузов з кріслами для пасажирів).
- АПП-66 — автобус підвищеної прохідності, шини з регулюванням тиску. Випускався 172 Центральним автомобільним ремонтним заводом тільки для потреб Міністерства оборони СРСР. До 1987 р. випущено близько 8 000 прим.
- ПАЗ-3201, повнопривідний варіант ПАЗ-672.
- ПАЗ-3206, повнопривідний варіант ПАЗ-3205.

## Бойове застосування
Під час російського вторгнення в Україну українські військові знищили 13 та захопили 12 російських військових автомобілів ГАЗ-66.
Велика кількість данних вантажівок використовується у ЗСУ.